# Ctenus medius
Ctenus medius là một loài nhện trong họ Ctenidae.
Loài này thuộc chi Ctenus. Ctenus medius được Eugen von Keyserling miêu tả năm 1891.